# 山本直美
山本直美（1960/61年—），加拿大政治人物，2009年-17年間以卑詩自由黨黨員身份擔任卑詩省議會北溫哥華龍士代選區議員，期間曾在省長金寶爾和簡蕙芝內閣中出任數項廳長職務。她是卑詩省首位日本裔省議員。

## 背景
山本生於卑詩省溫哥華，為第三代日本裔加拿大人。她父母同於溫哥華出生，第二次世界大戰期間囚禁於卑詩省內陸庫特尼地區。1970年山本隨家人遷居北溫哥華，中學畢業後到卑詩大學修讀影視研究，1982年獲取文學士學位。她其後供職於由家人營運的日本照相連鎖店，1988年則與合夥人創辦鐳射印刷店。
她活躍於當地商界和社區組織，1997年-98年間曾任一屆卑詩總商會主席。她從1995年起出任卡比蘭奴學院理事會成員六年、1998年起出任北岸信用社董事會成員11年、2001年起則任溫哥華沿岸衛生局理事會成員八年。她從2007年起出任北溫哥華總商會主席暨總經理，任內支持實行碳税並反對每年2月增設法定假期。
她丈夫為前皇家加拿大騎警警官皮諾克（Fred Pinnock）。

## 從政
卑詩自由黨在任北溫哥華龍士代選區省議員韋加兒無意在2009年省選競逐連任，山本遂決意爭取該區的自由黨候選人提名，並壓倒前國會下議員貝爾和前溫哥華市議員克拉克（Jennifer Clarke）出線。山本再於2009年省選中擊敗曾任北溫哥華區區長的新民主黨候選人哈里斯（Janice Harris）等人，首度晉身省議會並成為卑詩省首名日裔省議員。
她於2009年6月獲省長金寶爾委派入閣，出任跨政府關係省務廳長，任內與加美聯邦政府官員合作處理兩國邊界事宜以確保2010年溫哥華冬奧順利進行，並於冬奧期間接待到訪政要。自由黨省府於同期引入合併銷售稅；山本從政前已支持實行該項稅制。然而此舉被受爭議，反對陣營在全省各選區收集簽名要求撤銷合併稅，當中在山本所屬的北溫龍士代選區獲6786人聯署；反合併稅陣營亦曾考慮向山本提出罷免聯署。
在自由黨民望急跌下，金寶爾於2010年10月改組內閣，調派山本出任新設的建築條例更新省務廳長職務。然而金寶爾仍面臨沉重壓力，遂於同年11月初宣佈下台；山本在其後舉行的自由黨黨魁選舉中支持卜佐治。簡蕙芝當選黨魁後於2011年3月就任省長，並委派山本出任專上教育廳長。任內山本走訪省內專上院校並公布多項撥款，包括為醫護培訓項目提供150萬元、為原住民教師培訓項目提供50萬元、以及為原住民水產養殖員工培訓項目提供30萬元。
2012年5月，卑詩省政府就二戰期間囚禁日裔加拿大人向當地日裔社群正式致歉。山本在省議會宣讀引言，其曾被囚禁的父親亦在場旁聽。
她於2012年9月調任小型企業省務廳長，2013年省選連任省議員後職銜改為旅遊及小型企業省務廳長，2015年7月則改任新設的緊急應變省務廳長職務。2017年省選山本競逐連任，但不敵新民主黨候選人馬博文。她卸任省議員後出任卑詩地震聯盟總裁。